# Manuel Deniz-Jacinto
Manuel Deniz-Jacinto (Condeixa-a-Nova, 8 de Janeiro de 1915 — Condeixa-a-Nova, 8 de Janeiro de 1998) foi um dos mais importantes teatrólogos portugueses. Ficou também conhecido como encenador, ator, crítico, tradutor, ensaísta, e autor de diversas publicações.

## Biografia
Frequentou a Universidade de Coimbra de 1933 a 1943, onde concluiu as licenciaturas em Ciências Matemáticas, Engenharia Geográfica, e ainda o curso de Ciências Pedagógicas.  Tendo tido o teatro como paixão, foi fundador do Teatro dos Estudantes da Universidade de Coimbra (TEUC), a que sempre esteve ligado, mas desempenhou uma atividade académica extremamente intensa, tendo também sido Presidente do Orfeon Académico de Coimbra, e Presidente da Associação Académica de Coimbra. Em 1945 assumiu o cargo de diretor interino do jornal Diário de Coimbra, onde escreveu alguns artigos polémicos, tendo sido suspenso e demitido compulsivamente pelos Serviços de Censura. Militante anti-fascista, como foi reconhecido pela PIDE em 1946, foi preso por esta polícia política na Figueira da Foz e cumprindo pena entre 1949 e 1953 na cadeia do Aljube e Forte de D. Luís I (Forte-prisão de Caxias).
Colaborou intensamente com Paulo Quintela, especialmente no estudo da obra de Gil Vicente, tendo também encarnado diversos personagens, sendo "O Diabo" do Auto da Barca do Inferno, a mais marcante. Colaborou com diversas revistas, traduziu peças e participou em colóquios e outros eventos culturais. Em 1991 publicou a obra "Teatro", dividida em três volumes.
Ao longo da vida foi agraciado com diversas homenagens, sendo as mais importantes a Medalha de Mérito Cultural, da Câmara Municipal de Coimbra (30/11/1996), a Comenda da Ordem do Infante D. Henrique, pelo Presidente da República Mário Soares (06/04/1988), reconhecendo-lhe a sua “notável actividade em prol da divulgação e expansão do teatro em Portugal, bem como da intervenção cívica e política em defesa da democracia”, e a Medalha de Honra da Universidade de Coimbra, em Março de 1997, pelo respetivo Reitor. 
Faleceu vítima de doença prolongada a 8 de Janeiro de 1998 em Coimbra, tendo sido sepultado dois dias depois em Condeixa-a-Nova, sua terra natal.
Em janeiro de 2015, o município de Condeixa-a-Nova lançou o Prémio e Festival Deniz-Jacinto para dignificar e perpetuar a memória de um dos mais importantes teatrólogos nacionais no âmbito do centenário do seu nascimento.